# 岩成尚
岩成 尚（いわなり なお、1976年〈昭和51年〉 - ）は、日本の建築家。一級建築士。岩成尚建築事務所主宰。財団法人建築・まちづくり協力研究所理事。SDレビューなど受賞。
建築家の伊東豊雄の事務所での勤務を経て独立したのち、SDレビューを２年連続で受賞した他、スマトラ島沖地震をうけた記念公園のマスタープランや美術館など、海外での国際コンペで受賞して話題となった。2022年にはマリウポリ（ウクライナ）の文化センターのコンペ案が、建築を主体とした海外のデザイン系メディアArchDailyによって、世界のアンビルト建築10選に選出されている。Kyoto Global Design Awards 2023ではそれまでの功績により世界のデザイナー100選に選出された。2023年11月から12月にかけてシンガポールのマリーナベイサンズで開催されたWorld Architecture Festival 2023のHouse & Villa部門で入選。

## 経歴
- 1999年： 大阪芸術大学芸術学部建築学科卒業
- 2002年： 日本大学大学院理工学研究科専攻修士課程修了
- 2002-2003年： 伊東豊雄建築設計事務所勤務
- 2004年： 岩成尚建築事務所設立

## 受賞
- 2004年 - SDレビュー2004
- 2005年 - SDレビュー2005
- 2005年 - Tsunami Memorial International Competition(Thailand)
- 2010年 - Suncheon Art Platform International Competition(Korea)
- 2022年 - Global Architecture & Design Awards 2022
- 2022年 - Dezeen Awards 2022 longlisted
- 2023年 - Kyoto Global Design Awards 2023
- 2023年 - World Architecture Festival 2023
- 2024年 - BIG SEE Architecture Award 2024

## 展覧会
- SDレビュー2004
  - 東京展　2004.09（代官山ヒルサイドテラスヒルサイドフォーラム）
  - 大阪展　2004.10（大阪芸術大学芸術情報センター展示ホール）
- SDレビュー2005
  - 東京展　2005.09（代官山ヒルサイドテラスヒルサイドフォーラム）
  - 大阪展　2005.10（大阪芸術大学芸術情報センター展示ホール）
- 2005 Tsunami memorial exhibition(バンコク/タイ)
- 2017 Suncheon Art Platform exhibiton(テグ/韓国)

## 著書
- 鹿島出版会 「SD2004」『T-House』
- 鹿島出版会 「SD2005」『実相院プロジェクト』
- 鹿島出版会 「SDレビューの25年」
- ハースト婦人画報社 「モダンリビング264」